# Magnolia sieboldii
La magnolia de Siebold o magnolia Oyama (Magnolia sieboldii),  es una especie de Magnolia nativa del este de Asia en China, Japón, y Corea. 

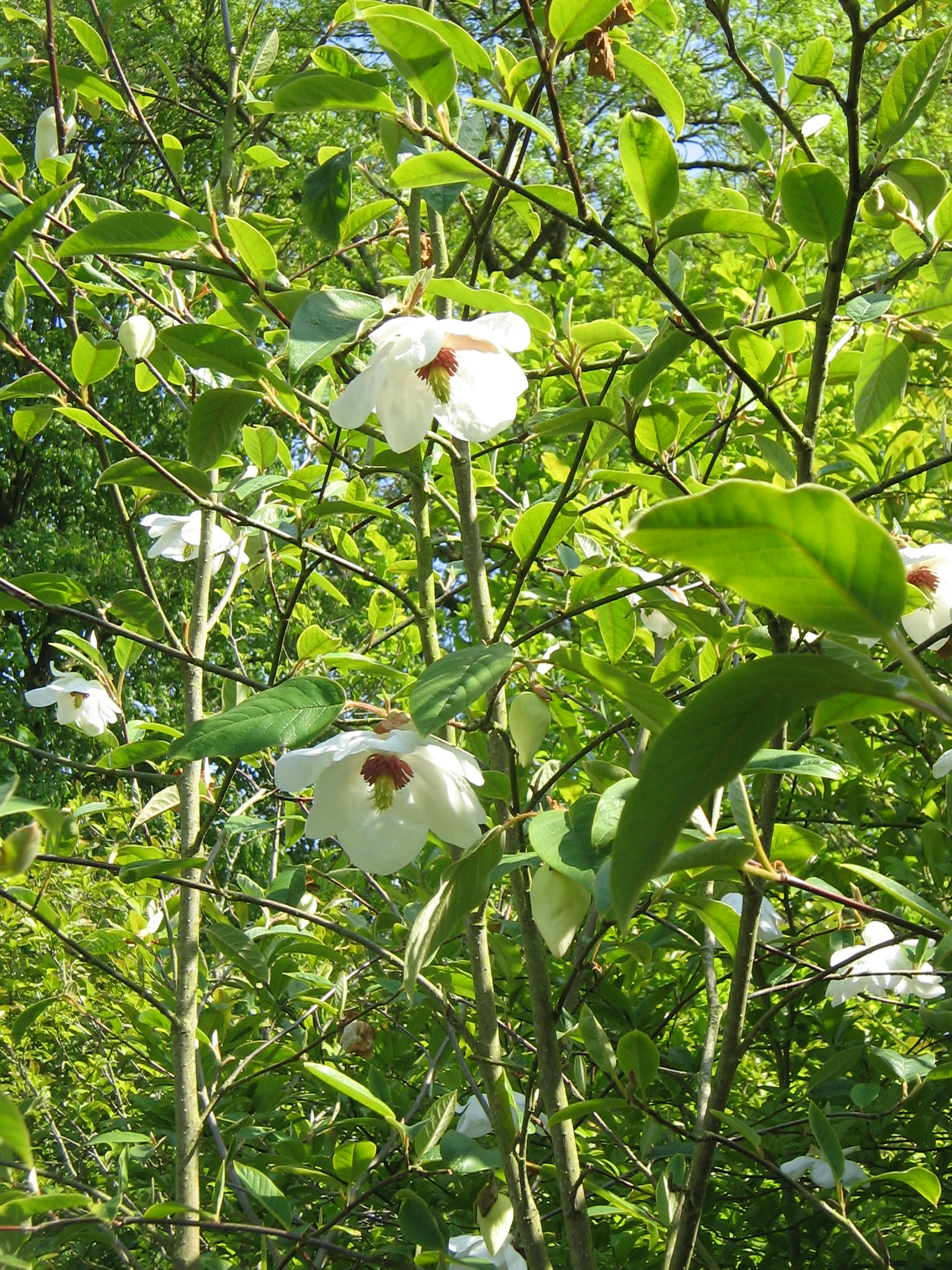
En su hábitat

## Descripción
Es un arbusto grande o árbol pequeño de 5 a 10 m de alto, en el que los tallos, las hojas, las ramitas y los brotes jóvenes, son suaves. 
Las hojas son de elípticas a oblongo-ovadas, de 9 a 16 centímetros (raramente 25 centímetros) desean y 4-10 centímetro (raramente 12 centímetros) amplio, con un peciolo de 1.5 a 4.5 centímetros. 
Las flores, son semejantes de los magnolias más comunes que florecen en primavera, se abren sobre todo en el comienzo del verano, pero continúan intermitentemente hasta el verano tardío. Son colgantes, en forma de platillo, con un diámetro de 7 a 10 centímetros, y tienen de 6 a 12 tépalos, los tres externos más pequeños, el resto más grande, y de un blanco puro; los carpelos son verdosos y estambres púrpuras rojizos o blanco verdosos.

## Curiosidades
Llamada "mongnan" (목란; 木蘭), la magnolia de Siebold es la flor nacional de Corea del Norte. Es una de las magnolias más robustas, cultivándose con éxito en regiones tan norteñas como en el arboretum Mustila en Finlandia.

## Taxonomía
Magnolia sieboldii fue descrito por Karl Koch (botánico) y publicado en Hortus Dendrologicus 4, n.º 11. 1853.
Etimología
Magnolia: nombre genérico otorgado en honor de Pierre Magnol, botánico de Montpellier (Francia).
sieboldii: epíteto otorgado en honor del botánico alemán el doctor Philipp Franz von Siebold (1796–1866).
Variedades
Hay tres subespecies:
- Magnolia sieboldii japonica. Japón. Arbusto bajo; flores con 6 tépalos, estambres blanco verdosos.
- Magnolia sieboldii sieboldii. Japón, Corea, este de China. Árbol o arbusto de gran tamaño; flores con 9 a 12 tépalos y estambres púrpura rojizos; hojas más pequeñas, raramente sobrepasan los 16 cm.
- Magnolia sieboldii sinensis. Suroeste de China (Sichuan); flores semejantes como en la subsp. sieboldii; hojas mayores, generalmente hasta 22 cm.

Sinonimia
- Oyama sieboldii (K. Koch) N.H. Xia & C.Y. Wu
- Mangolia parviflora Siebold & Zucc.[2][3]

subsp. japonica K.Ueda
- Magnolia parviflora Siebold & Zucc.
- Magnolia verecunda Koidz.

subsp. sieboldii
- Magnolia oyama Kort

subsp. sinensis (Rehder & E.H.Wilson) Spongberg
- Magnolia globosa var. sinensis Rehder & E.H.Wilson
- Magnolia sinensis (Rehder & E.H.Wilson) Stapf
- Oyama sinensis (Rehder & E.H. Wilson) N.H. Xia & C.Y. Wu